# 結對認親
结对认亲是中華人民共和國政府的對口帮扶政策，認親者是政府干部（機關公務員、事業單位人員和軍官警官），被認親者是留守儿童、空巢老人、残障人、贫困户等。后来扩展為中國少數民族政策的一種，主要在新疆和西藏執行，形式主要是搬進少數民族家裡住。结对认亲也是推普的手段，這是由於官方的脱贫攻坚政策將少數民族的貧困與普通話能力掛鈎。

## 少數民族地區

### 新疆
將國家公務員與指定家庭組成配對，以親人關係作為名目，令該家庭接待親人公務員每天入住，指定日期過後再由另一名親人公務員輪替。2016年10月16日，新疆维吾尔自治区召开“民族团结一家亲”活动动员大会，在全区開始推行結對認親政策。截止2018年，110萬名中國公務員與169萬多名新疆公民配對。中國境內天山網開設“民族團結一家親”專題網站，每月更新相關新聞報道。。由於官方的脱贫攻坚政策把推廣普通話與脫貧綁定，结对认亲亦是向新疆少數民族推普的一種手段。2018年美聯社對此有深入報導，對政策持質疑態度。
這做法源於西遼末期國主屈出律強逼喀什噶爾一帶的每戶綠洲居民讓一位乃蠻/契丹士兵入住的做法。

### 西藏
2021年1月，西藏脱贫攻坚指挥部發通稿，指脱贫攻坚战以来，西藏近16万名干部与贫困群众结对认亲，「直单位、驻村工作队、援藏干部“进村入户结对认亲交朋友”活动和包户帮扶贫困户工作，实实在在为贫困群众想出路、办实事。」

## 留守儿童
2006年，江西省妇女联合会与江西日报发起“春蕾妈妈结对认亲”活动，组织爱心人士与贫困女童结对认亲，为贫困女童提供生活、学习上的帮助和精神、心理上的关怀，其中爱心人士称“春蕾妈妈”，而被帮助的女孩称“春蕾女童”。其后“春蕾计划”内涵不断丰富，涉及领域也进一步拓展，帮助对象不再局限为女孩，面向留守儿童等儿童群体。到2010年5月，仅德安县就有结对认亲50余对，累计300余名爱心人士参与，共为全县贫困女童提供帮扶资金近30万元，受助对象达500余人。根据媒体报道，有些认亲帮扶组合一直延续了十几年。
2007年，江西以外也开始出现以“结对认亲”的方式关爱贫困儿童或留守儿童的报道，如湖北省鹤峰县、襄樊市，山东省巨野县，贵州省紫云县等地的活动都曾有媒体报道。2008年5月，广西省柳州边防检查站的7名干部代表与柳州市第十六中学的7名困难儿童结对认亲，成为结对孩子的“警察爸爸”、“警察妈妈”。2008年四川地震后，浙江宁波号召市民发扬人间大爱精神，开通12条“认亲结对”报名登记热线，为在地震灾害中失去父母的孩子寻找“代理妈妈”，经过一个多月的筛选确认后，宁波爱心家庭与40名四川青川灾区儿童结亲。2009年，西藏边防总队对辖区孤儿，湖北省枣阳市对当地留守儿童、武警安庆支队对当地盲哑儿童开展了“结对认亲”活动。2011年，海南省海口市举行“冉冉朝阳·慈善蓝天行”活动，组织60名孤儿与60个爱心家庭结对认亲。

## 老人
在一些敬老活动中，也会使用“结对认亲”的形式，通常为多个青年志愿者与一名孤寡老人结对认亲

## 乡村扶贫
2002年左右，中国共产党部分地区开始举行基层党组织“结对共建”活动，“结对认亲”常被媒体作为结对共建活动的一种比喻。通常为城区政企基层党组织与乡村基层党组织组成结对，让政企机构的党员干部到乡村去与当地基层组织及群众建立直接联系，帮助农村中共基层组织完善组织建设，并未当地村民提供各项服务。例如鼓励农科单位利用周末到结对乡村传播农业技术，医疗单位到结对乡村提供免费医疗服务等。

## 軍人
結對認親也是拥军活动的一種。2010年，江苏省常熟市发起“常熟妈妈双拥行动”，在中秋节前安排100名现役军人母亲与100名驻常部队战士结对认亲，互赠礼品，成为“母子”。之后成为每年均举办的活动，至2017年，参加结对母子累计达656对。